# Stade La Cartuja
Pour les articles homonymes, voir Cartuja (homonymie).
Le stade La Cartuja (en espagnol : Estadio La Cartuja), anciennement stade olympique de Séville, est un stade de football situé dans le quartier de la Cartuja, à proximité du parc de l'Alamillo à Séville en Espagne.
À son inauguration en 1999, il a une capacité de 57 619 places et est cerclé de pistes d'athlétisme synthétiques en Sportflex, de deux pistes de saut en longueur et de quatre fosses de saut. Cette surface de 11 870 m2 dédiée à l’athlétisme est détruite lors de l’agrandissement du stade de 2025, à l’occasion de laquelle sa capacité passe à 70 000 places.
Il possède un terrain de jeu en gazon de 120 × 72 mètres (surface totale 7 710 m2), et plus 30 000 m2 de zones commerciales, dont un restaurant et un hôtel.
Ce stade accueille les finales de la Coupe du Roi de football de 2020 à 2025. Il n'est le stade officiel d'aucune équipe sportive.

## Historique
Dessiné par les architectes Antonio Cruz Villalón et Antonio Ortiz García, il a été inauguré le 5 mai 1999 à l'occasion des Championnats du monde d'athlétisme. La construction de cet équipement sportif a coûté 120 millions d'euros. Il a été conçu selon les critères du Comité international olympique, en vue d'accueillir les Jeux olympiques de 2004, d'où la dénomination olympique.

## Polémique
La construction du stade olympique a été jugée par certains[Qui ?] inutile, la ville de Séville possédant deux autres stades de grande capacité, le stade Benito-Villamarín et le stade Ramón Sánchez Pizjuán, accueillant respectivement les rencontres des équipes de football du Real Betis et du Séville FC.

## Événements
- Championnats du monde d'athlétisme 1999
- Finale de la Coupe UEFA 2002-2003, 21 mai 2003
- Finale de la Coupe Davis 2004, 3 au 5 décembre 2004
- Concert de Madonna (Sticky & Sweet Tour), 16 septembre 2008
- Concert de AC/DC (Black Ice World Tour), 26 juin 2010
- Concert de U2 et Interpol (U2 360° Tour), 30 septembre 2010
- Finale de la Coupe Davis 2011, 2 au 4 décembre 2011
- Finale de la Coupe du Roi de football le 18 avril 2020.
- Finale de la Supercoupe d'Espagne de football le 17 janvier 2021
- Championnat d'Europe de football 2020, du 14 au 27 juin 2021
- Finale de la Coupe d'Espagne le 23 avril 2022
- Finale de la 120e édition de la Coupe d'Espagne le 6 mai 2023
- Phase finale de la Ligue des nations féminine de l'UEFA 2023-2024 (Demi-finale et finale)

### Rencontres sportives
Il accueille parfois des rencontres de l'équipe d'Espagne ou des finales de Copa del Rey.
En 2003, le stade a accueilli la finale de la Coupe UEFA entre le Celtic Glasgow et Porto.
Du 3 au 5 décembre 2004, dans le stade olympique de la Cartuja a eu lieu la finale de la Coupe Davis de tennis entre les équipes d'Espagne et des États-Unis, qui a vu la victoire de l'Espagne par 3 - 2.
En 2007, l'équipe sévillane du Betis, dont le stade avait été fermé après des incidents en quart de finale retour de Coupe d'Espagne contre le Séville FC, a joué 3 matches au stade olympique.
Du 2 au 4 décembre 2011, dans le stade olympique de la Cartuja a eu lieu la finale de la Coupe Davis de tennis entre les équipes d'Espagne et d'Argentine.
En 2021, le stade accueille des matchs de l'Euro 2020 en remplacement du Stade San Mamés de Bilbao, écarté pour des raisons sanitaires.

#### Championnat d'Europe de football 2020
Quatre matchs de l'Euro 2020 ont lieu au Stade olympique de Séville.
| Date         | Heure | Équipe 1  | Résultat | Équipe 2 | Tour               | Affluence |
| ------------ | ----- | --------- | -------- | -------- | ------------------ | --------- |
| 14 juin 2021 | 21 h  | Espagne   | 0 - 0    | Suède    | 1er tour, groupe E | 10 559    |
| 19 juin 2021 | 21 h  | Espagne   | 1 - 1    | Pologne  | 1er tour, groupe E | 11 742    |
| 23 juin 2021 | 18 h  | Slovaquie | 0 - 5    | Espagne  | 1er tour, groupe E | 11 204    |
| 27 juin 2021 | 21 h  | Belgique  | 1 - 0    | Portugal | Huitième de finale | 11 504    |

## Galerie

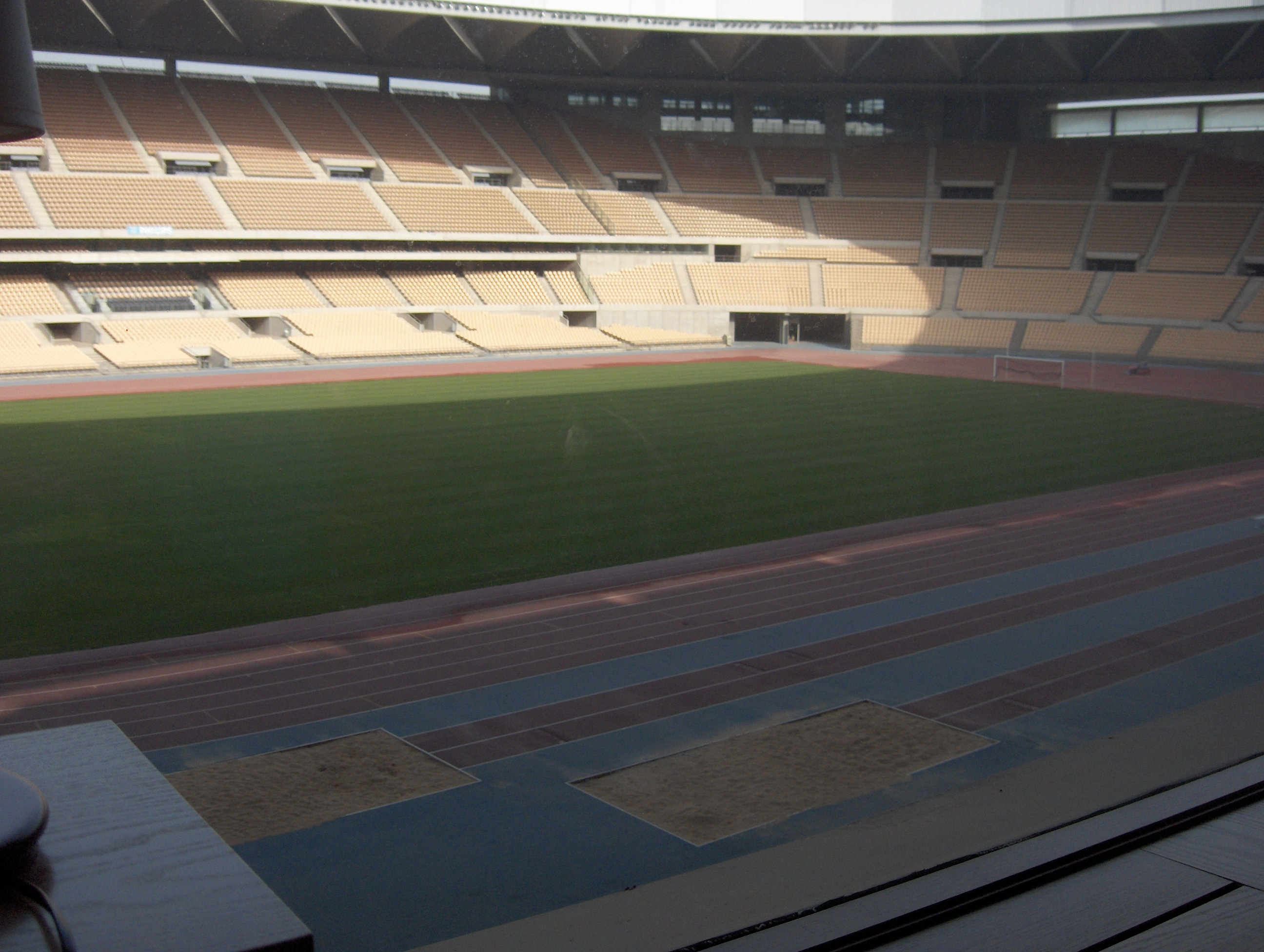
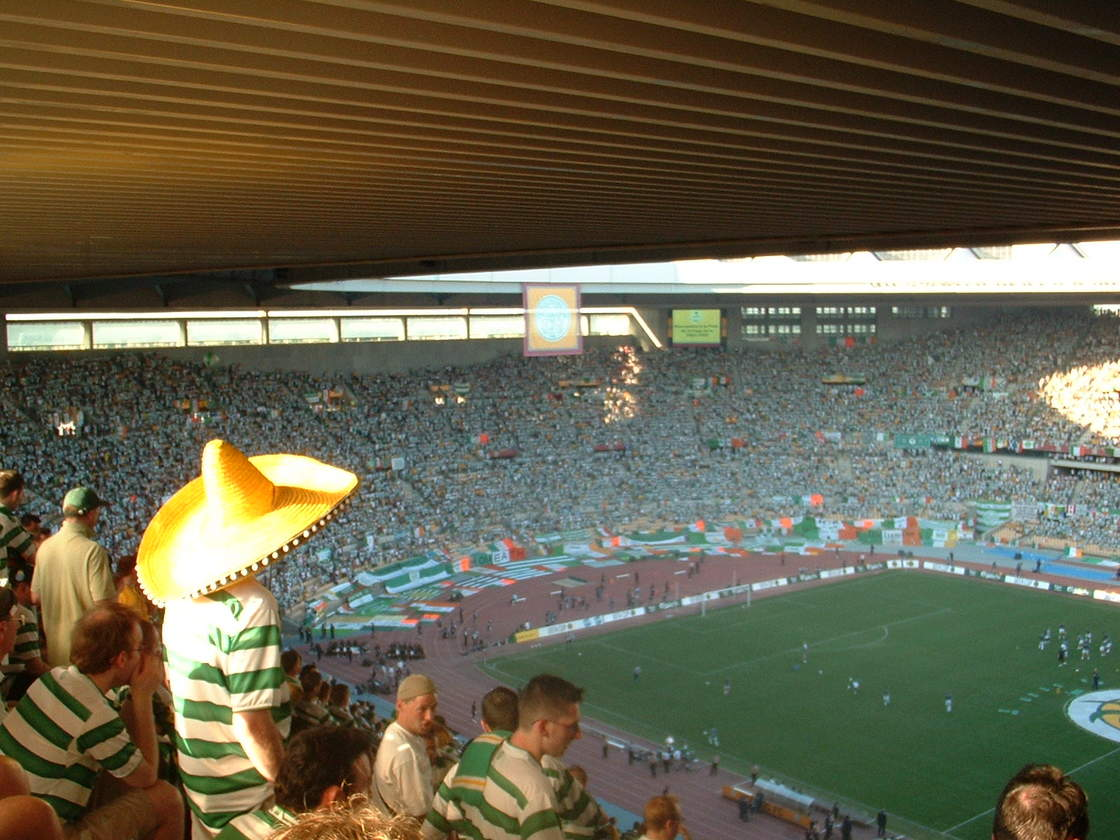